# 梅朗图瓦地区桑甘
梅朗图瓦地区桑甘（法語：Sainghin-en-Mélantois，法語發音：[sɛ̃ɡɛ̃ ɑ̃ melɑ̃twa]），或纯音译作桑甘昂梅朗图瓦，是法国上法蘭西大區北部省的一个市镇，属于里尔区和里尔欧洲都会区。

## 地理
梅朗图瓦地区桑甘（50°35'13"N, 3°10'3"E）面积10.48 平方千米，位于法国上法蘭西大區北部省，该省份为法国最北部的省份及最长的省份，西北濒北海，西接加来海峡省，南至埃纳省和索姆省，东与比利时接壤。
与梅朗图瓦地区桑甘接壤的市镇（或旧市镇、城区）包括：阿斯克新城、昂斯坦、布汶、锡苏万、弗勒坦、格吕松、莱坎、梅朗图瓦地区佩罗讷。
梅朗图瓦地区桑甘的时区为UTC+01:00、UTC+02:00（夏令时）。

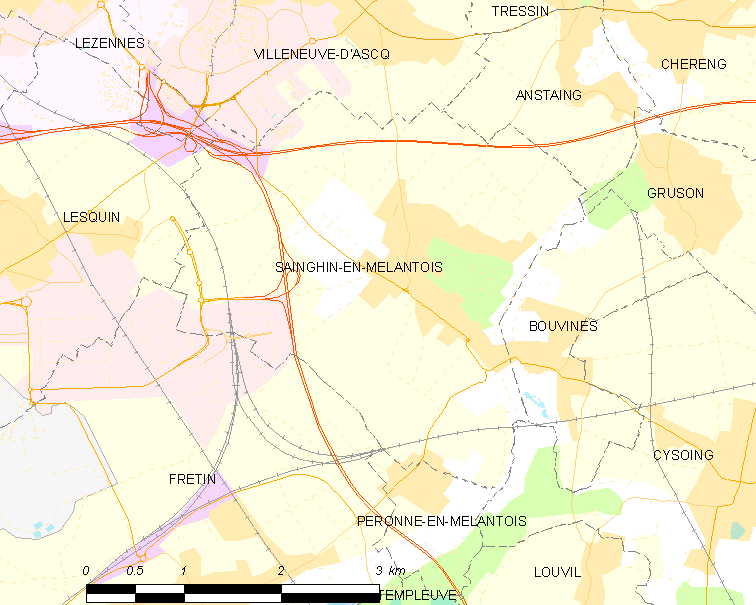
梅朗图瓦地区桑甘的OSM定位图

## 行政
梅朗图瓦地区桑甘的邮政编码为59262，INSEE市镇编码为59523。

## 政治
梅朗图瓦地区桑甘所属的省级选区为佩韦勒地区唐普勒沃县。

## 人口

1962-2008年间梅朗图瓦地区桑甘人口变化图示

梅朗图瓦地区桑甘于2022年1月1日时的人口数量为2844人。